# 董辉
董辉（1973年—），中国黑龙江省西部大庆市杜尔伯特蒙古族自治县人，蒙古族，中华人民共和国政治人物、第十二届全国人民代表大会黑龙江地区代表。
毕业于哈尔滨理工大学管理科学与工程专业，加入中国共产党。2013年，被选为全国人大代表。